# Кошкар (гора)
Кошкар (Гошгар, Гошкар, Гошгар-даг или Гошкар-даг; азерб. Qoşqar) — безлесная скалистая гора в Азербайджане, на северо-восточной части Малого Кавказа.

## Этимология
Согласно «Энциклопедическому словарю азербайджанских топонимов» (Баку, 2007) название горы происходит от тюркского слова «качкар», что означает «баран». Таким образом данный ороним означает «гора, где обитает дикий баран». По словам географа Надира Мамедова, наряду с версией о том, что название горы связано с тюркским словом «кочкар» («баран»), существует и иная версия. Так, согласно сведениям, собранным среди местного населения, название горы связано с пиром (местом поклонения) Гошгар.
Как отмечает изданный в 1865 году «Географическо-статистический словарь Российской империи», гора Кошкар была известна также под названием Кочкар, а по-армянски называлась Арютюнасар, т. е. гора святого Артемия. Так гору именовали местные армяне.

## География
Высота возвышенности 3361 метров над уровнем моря. Территориально расположена в Дашкесанском районе Азербайджанской Республики, близ границы с Арменией. Является главнейшим из северных отрогов Муровдагского хребта. На горе расположены истоки рек Гянджачай, Шамхорчай и Кошкарчай (Кушкарачай), на склонах горы — альпийские и субальпийские луга. Помимо упомянутых рек родники Кошкара также питают реку Тертер. На горе имеется около 40 родников.

## История
На склоне горы расположены курганные могильники, датированные XII—XI вв. до н. э. Расположены они в местности Чобан Абдаллы Юрду, между циклопическими сооружениями Дашлы Тепе I и Дашлы Тепе II. Имеют курганы земляную насыпь, под которой были вскрыты погребальные камеры в виде каменных ящиков, перекрытых плитами. На большем кургане было обнаружено 10 таких камер. Погребальный инвентарь этих курганов характерен для памятников эпохи поздней бронзы. Здесь найдены черно-серые керамические сосуды, ножи с загнутыми концами, пряслица, иглы, кинжалы с ажурными навершиями рукоятки, пояса, нагрудные украшения в виде выпуклых дисков, ажурные подвески, серьги, кольца, бусы из сердолика и др.
Ранее эта гора почиталась как священная и армянами и азербайджанцами.

## В литературе
Азербайджанский поэт Гусейн Ариф упоминал гору в своем стихотворении, посвящённом находившемуся при смерти Самеду Вургуну: «Народ принес бы на плечах Гошкар, будь нужен снег ему для исцеленья…».